# Atlixcos
Atlixcos – wulkan tarczowy we wschodnim Meksyku, w stanie Veracruz, w łańcuchu górskim Sierra Madre Wschodnia, wznoszący się u wybrzeży Zatoki Meksykańskiej, 80 km na północny zachód od miasta Veracruz.
Atlixcos jest wulkanem dwustożkowym o wysokości 800 m n.p.m. Stożki oddalone są od siebie o około 2 km. Główną skałą budującą jest bazalt. Pokrywa bazaltowa sięga na wschód aż do wybrzeża z Zatoką Meksykańską. Od południa ogranicza ją rzeka El Tecuán, od północnego wschodu rzeka Santa Ana.